# Janiszów (powiat kamiennogórski)
Janiszów (przed 1945 niem. Johnsdorf) – wieś w Polsce położona w województwie dolnośląskim, w powiecie kamiennogórskim, w gminie wiejskiej Kamienna Góra, w Bramie Lubawskiej, u podnóża Gór Kruczych (Góry Kamienne) w Sudetach Środkowych. Przez Janiszów przepływa rzeka Bóbr. We wsi znajduje się kaplica Miłosierdzia Bożego, boisko sportowe z siłownią zewnętrzną, świetlica wiejska w budynku byłej karczmy sądowej oraz niemiecki cmentarz z ocalałymi budowlami sakralnymi: dzwonnicą, grobowcem z piaskowca z XIII wieku i nielicznymi czytelnymi nagrobkami. W miejscowości znajdują się także stawy rybne przy drodze wojewódzkiej nr 367 prowadzącej przez Kamienna Górę, które aktualnie są w rękach prywatnych. Przez wieś przebiega droga ekspresowa S3.

## Podział administracyjny
W latach 1975–1998 miejscowość administracyjnie należała do województwa jeleniogórskiego.

## Historia

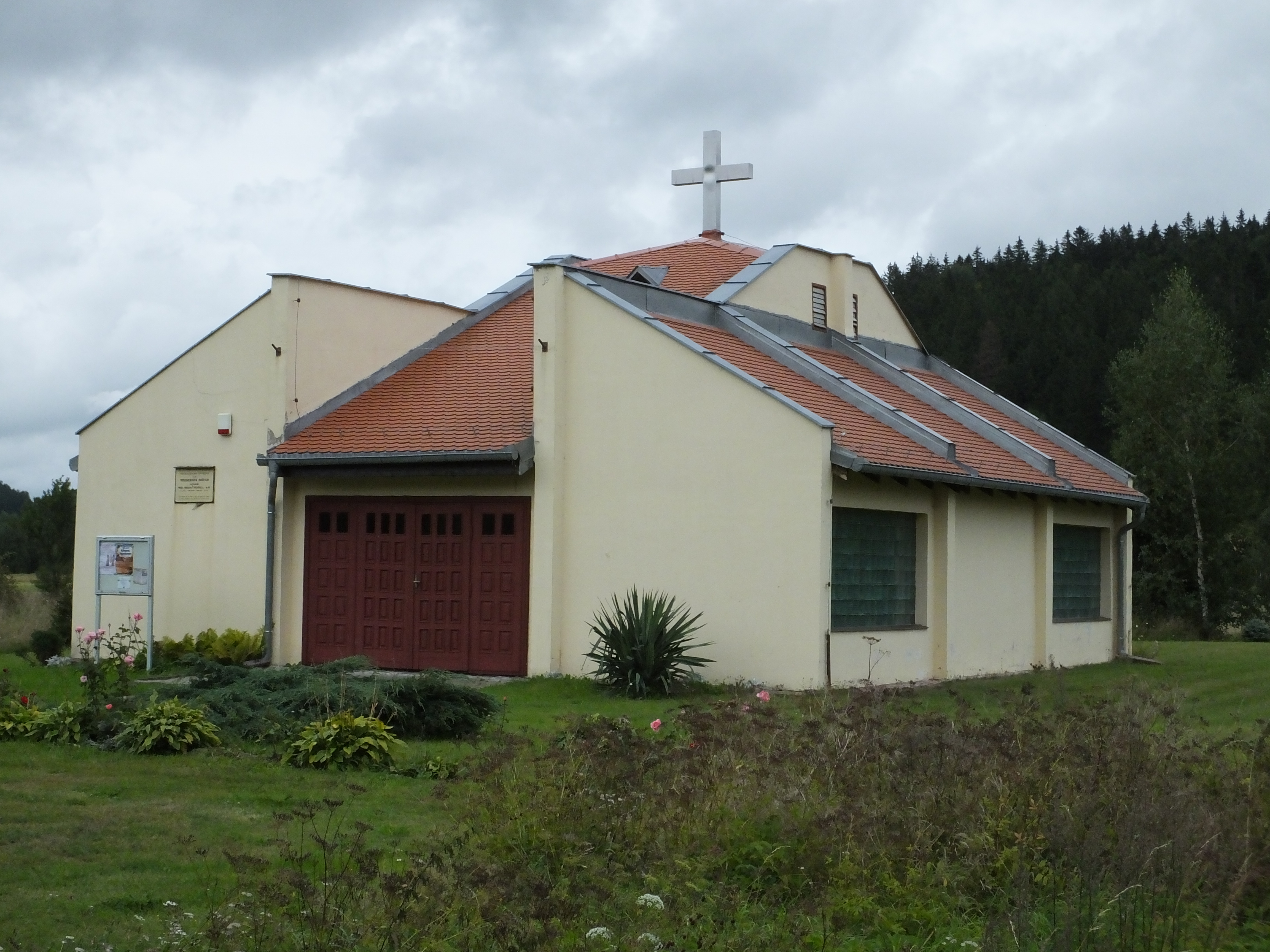
Kaplica Miłosierdzia Bożego w Janiszowie

Wieś powstała prawdopodobnie pod koniec XIII w., być może założona przez benedyktynów, którzy otrzymali duże nadanie w okolicy. W dokumencie księcia świdnickiego Bolka II z 1352 r., potwierdzające wcześniejsze nadania dla cystersów z Krzeszowa, wymieniono też Janiszów, ale w związku z sąsiednią Błażkową. Janiszów był wsią rycerską, której właściciele zmieniali się dość często. Janiszów wchodził w obręb tej samej posiadłości co Błażkowa. W XIX w., wchodził w obręb majątku w Pisarzowicach. Był tu folwark, szkoła ewangelicka z nauczycielem, młyn wodny, olejarnia i wolne sołectwo z gorzelnią. W 1869 r. przeprowadzono przez wieś linię kolejową do Lubawki, ale niewiele to zmieniło we wsi, bowiem najbliższa stacja powstała w Błażkowej. We wsi nie było nigdy większych zakładów przemysłowych, ani rzemieślniczych, zawsze była to osada rolnicza. Po 1945 r. Janiszów zachował dotychczasowy charakter. Bliskość miasta i dobre warunki glebowe powodowały, że nie przechodził fazy wyludniania i zawsze miał w pełni ustabilizowaną sytuację ludnościową.